# 加芙列拉·阿贡德斯
加芙列拉·阿贡德斯·加西亞（西班牙語：Gabriela Agúndez Garcia，2000年8月4日—），墨西哥跳水運動員，她代表墨西哥隊參加了日本舉行的2020年夏季奧林匹克運動會，並且在女子雙人10米跳台比賽上獲得銅牌。